# Фарес
Фарес, фаресити (от иврит: פֶּרֶץ / פָּרֶץ – „пролом“) е първият от близнаците на Юда, родени от Тамар.
Той е първороден, независимо, че брат му Зара показва ръката си пръв (Бит. 38:28 – 29). Фаресити (фаресци) се отнася до неговите потомци, които не бива да се смесват с Ферезейците.